# Arbeits- und Sozialgericht Wien

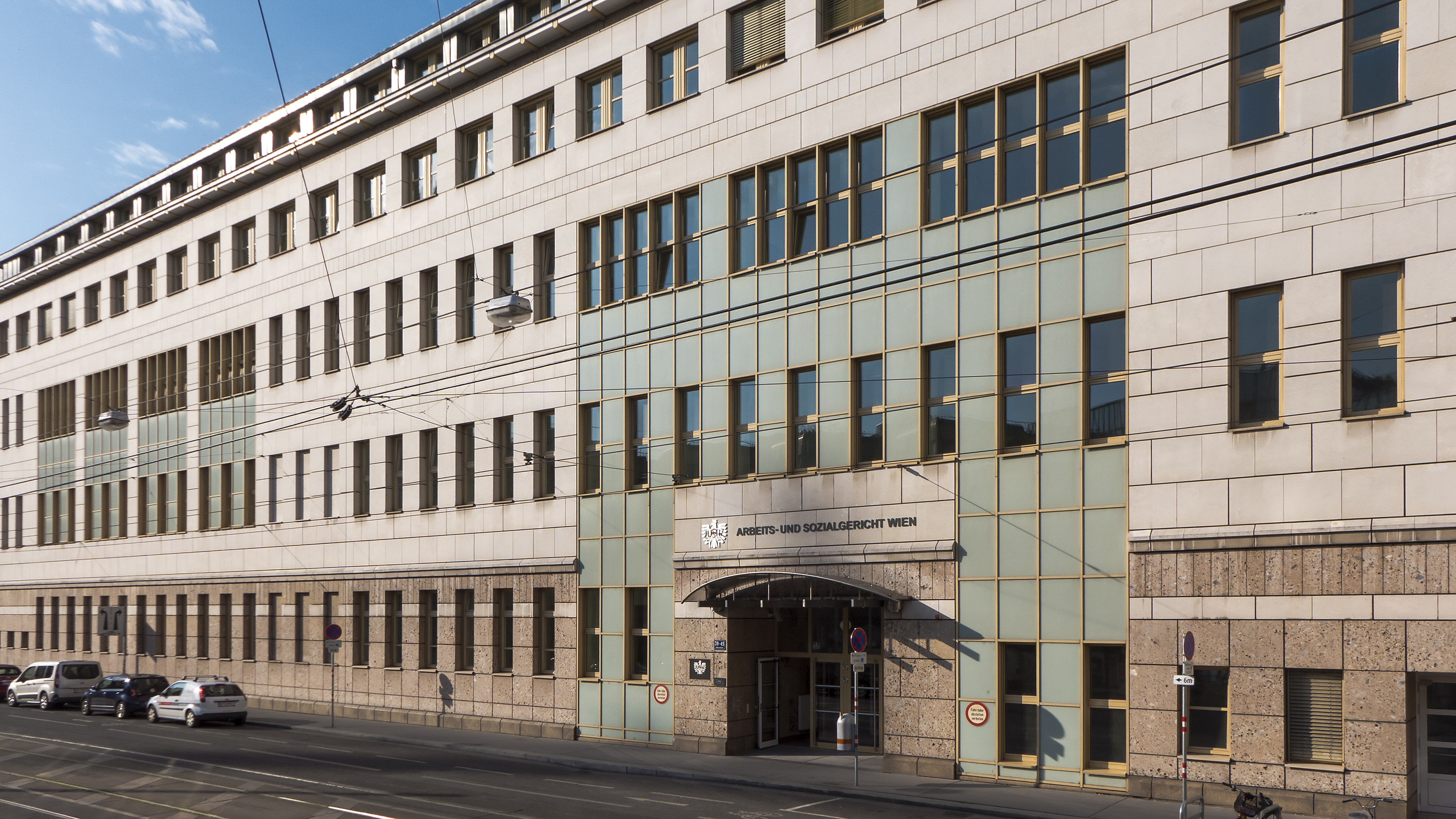
Arbeits- und Sozialgericht Wien

Das Arbeits- und Sozialgericht Wien (ASG Wien) ist das für die österreichische Bundeshauptstadt Wien zuständige erstinstanzliche Gericht in Arbeits- und Sozialrechtssachen. 

## Geschichte
In Wien, dem mit Abstand größten Arbeitsplatzstandort Österreichs, wurde das ASG Wien zeitgleich mit der österreichweiten Einführung des Arbeits- und Sozialgerichtsgesetzes (ASGG) am 1. Jänner 1987 aus der Zuständigkeit des Landesgerichts für Zivilrechtssachen Wien herausgelöst und neu geschaffen.
Bis zum Jahr 2017 befand sich der Sitz des Arbeits- und Sozialgerichts Wien mit seinen derzeit 41 Richterinnen und Richtern in der Wickenburggasse 8 im 8. Wiener Gemeindebezirk Josefstadt im selben Häuserblock wie das Landesgericht für Strafsachen Wien und unmittelbar angrenzend an die Justizanstalt Wien-Josefstadt. Mitte Jänner 2017 zog das Arbeits- und Sozialgericht in das ehemalige Universitätszentrum Althanstraße III, das nach dem Auszug der Wirtschaftsuniversität Wien renoviert und für den Gerichtsbetrieb adaptiert worden war, um. Die knapp 100 Mitarbeiter des Gerichts sind daher nun am neuen Standort im 9. Gemeindebezirk Alsergrund tätig.

## Zuständigkeit
Das ASG Wien ist das einzige Gericht österreichweit, das eine Spezialzuständigkeit für Arbeits- und Sozialrechtssachen hat; in den anderen Landesgerichtssprengeln außerhalb Wiens wird die Arbeits- und Sozialgerichtsbarkeit erstinstanzlich von den jeweiligen Landesgerichten wahrgenommen. 
Pro Jahr werden am Arbeits- und Sozialgericht Wien etwa 16.000 Verfahren durchgeführt, die im Durchschnitt innerhalb von 6 Monaten zum (erstinstanzlichen) Abschluss gebracht werden. Als übergeordnetes Gericht und Rechtsmittelinstanz fungiert das Oberlandesgericht Wien.